# Mănăstirea Secu
Mănăstirea Secu este o mănăstire ortodoxă din România situată în comuna Pipirig, județul Neamț.
Mănăstirea Secu a fost construită în anul 1602 cu sprijinul lui Ioan Mogîldea (vornic) și lui Nestor Ureche, mare vornic al Țării de Jos, tatăl cunoscutului cronicar Grigore Ureche, pe locul unei mici sihăstrii numită „Schitul lui Zosim”, fondat la 1564. În prezent este monument istoric cu codul  NT-II-a-A-10735.

## Fotogalerie

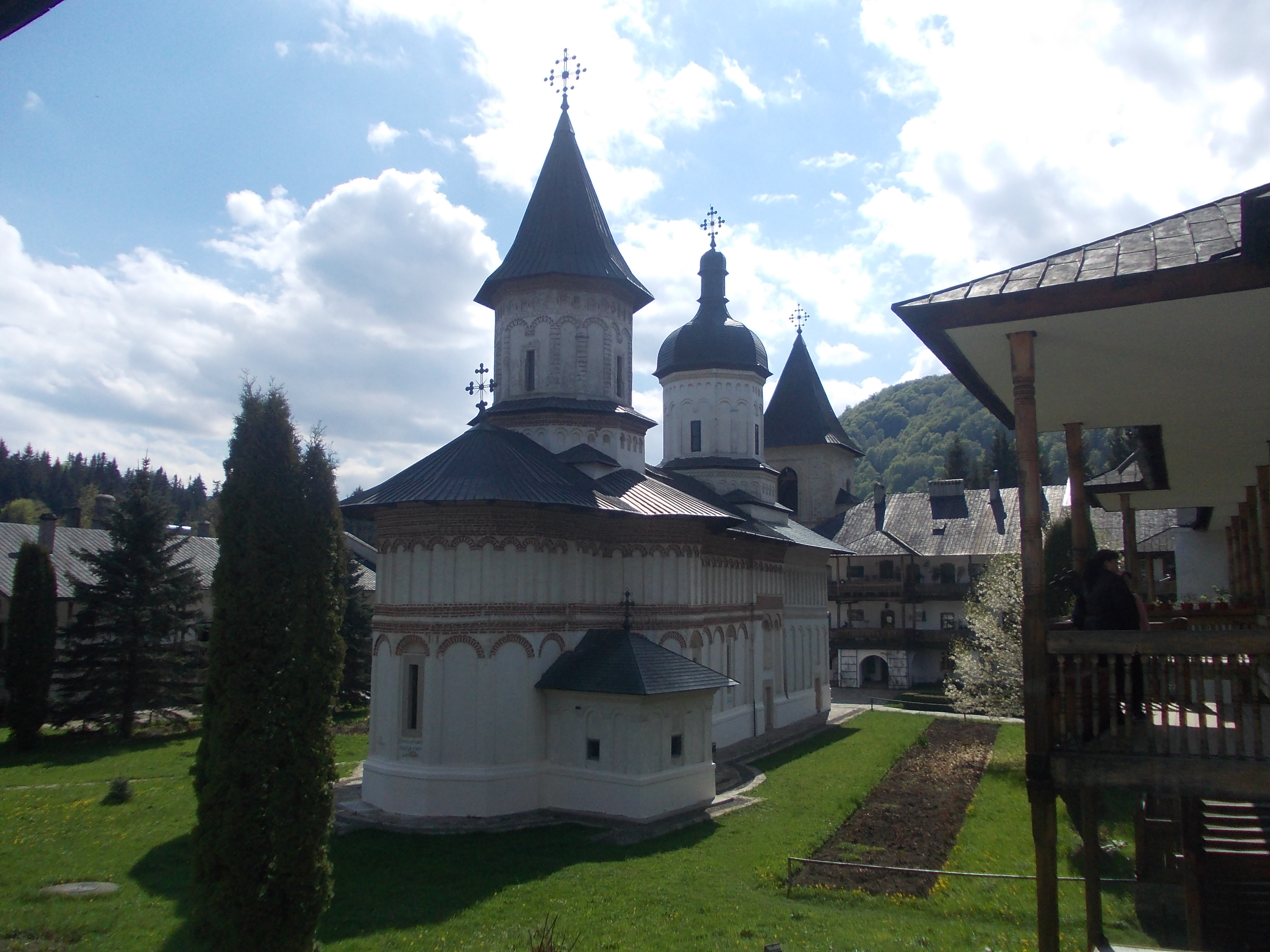
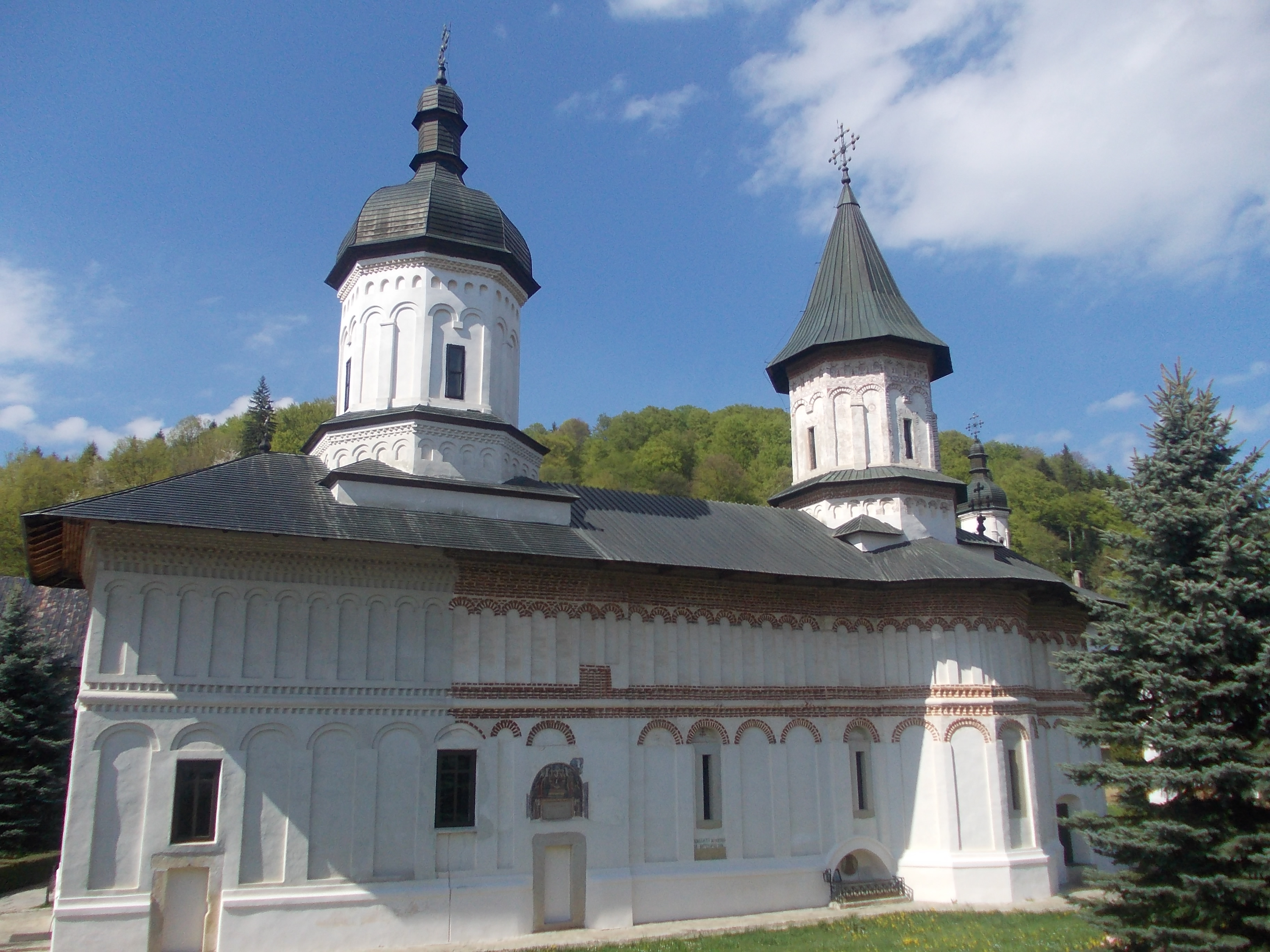
Intrarea în mănăstire
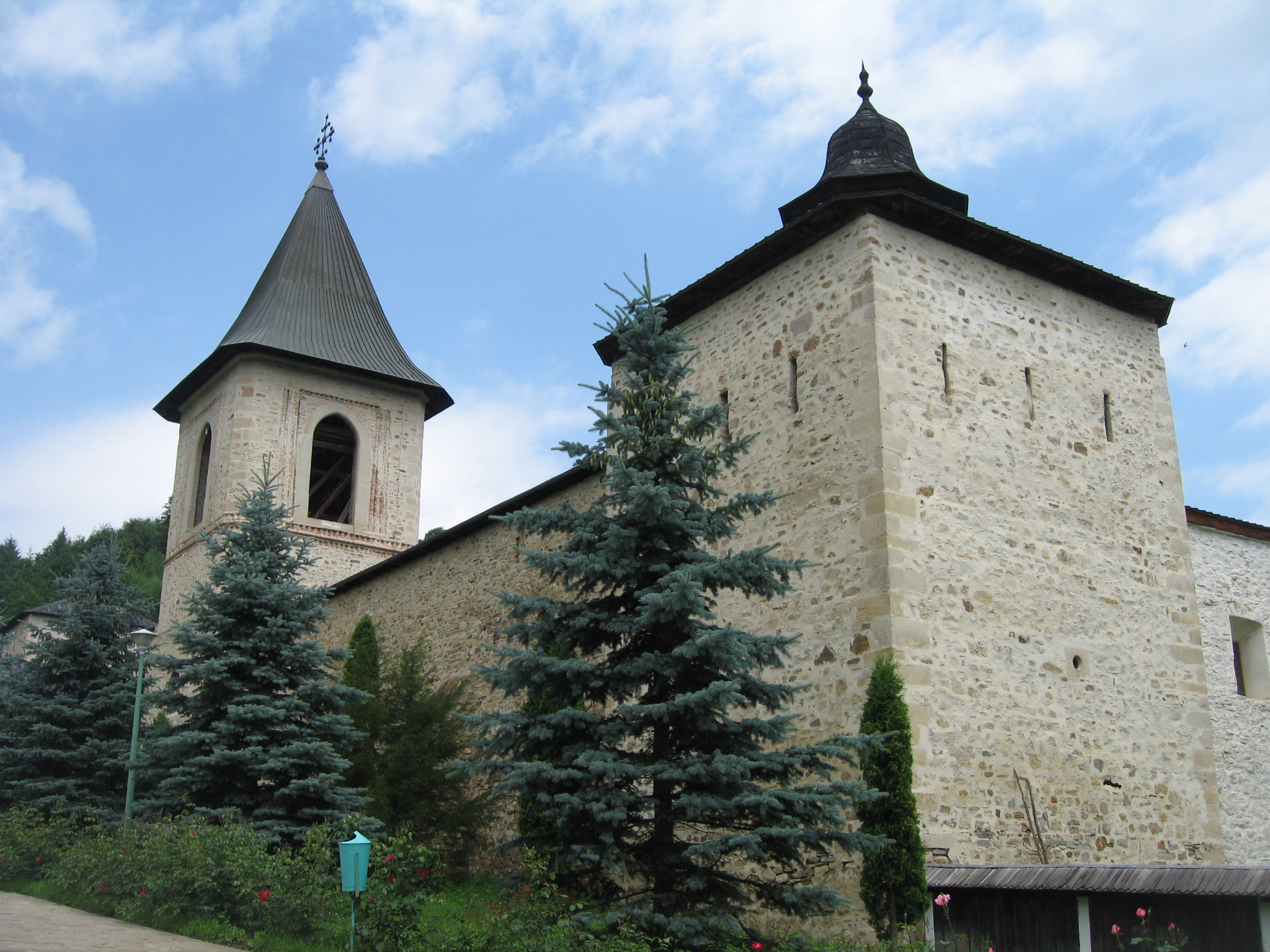
Zidurile de incintă
Turnul de la intrare
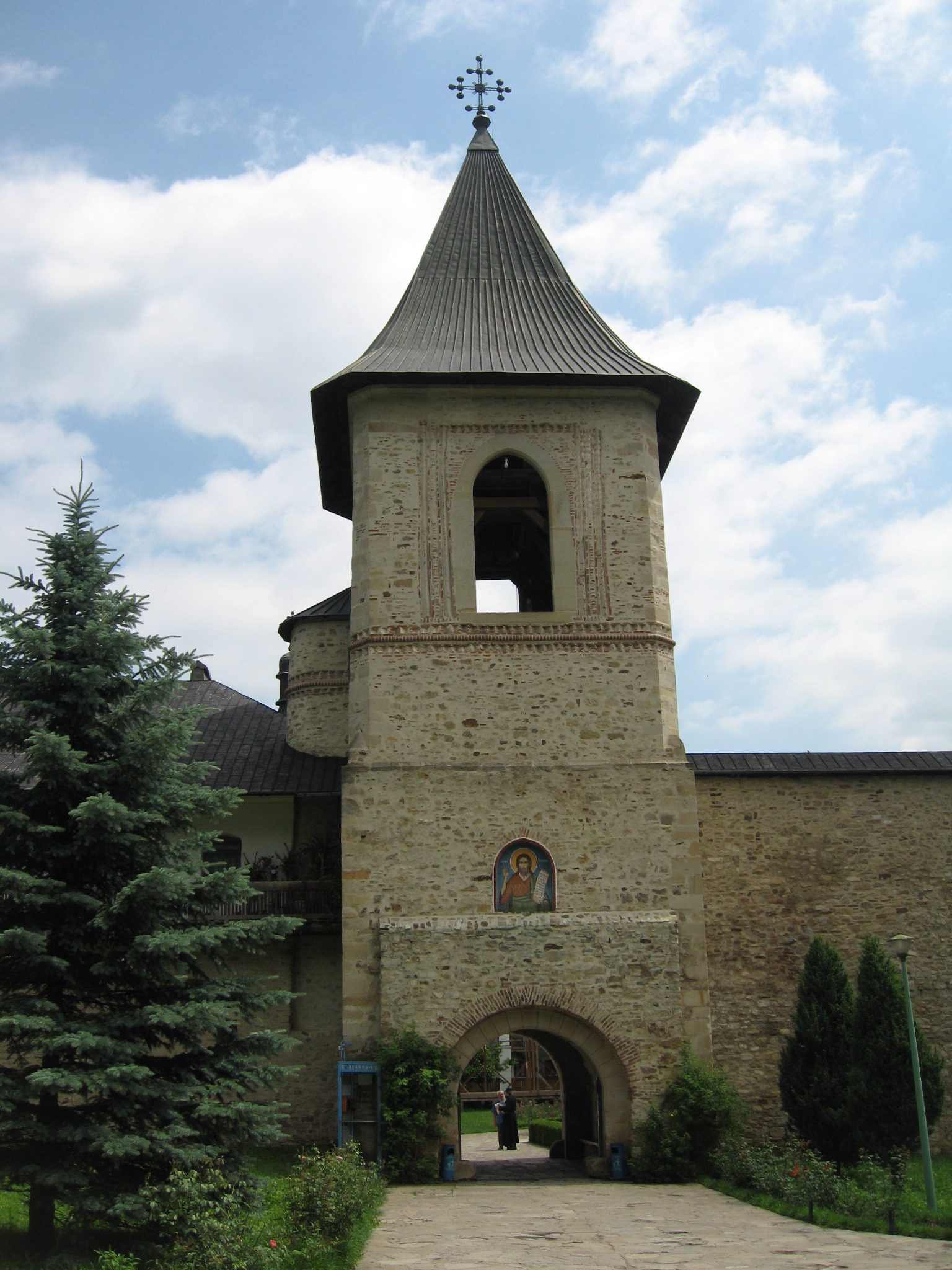
Turnul de la intrare
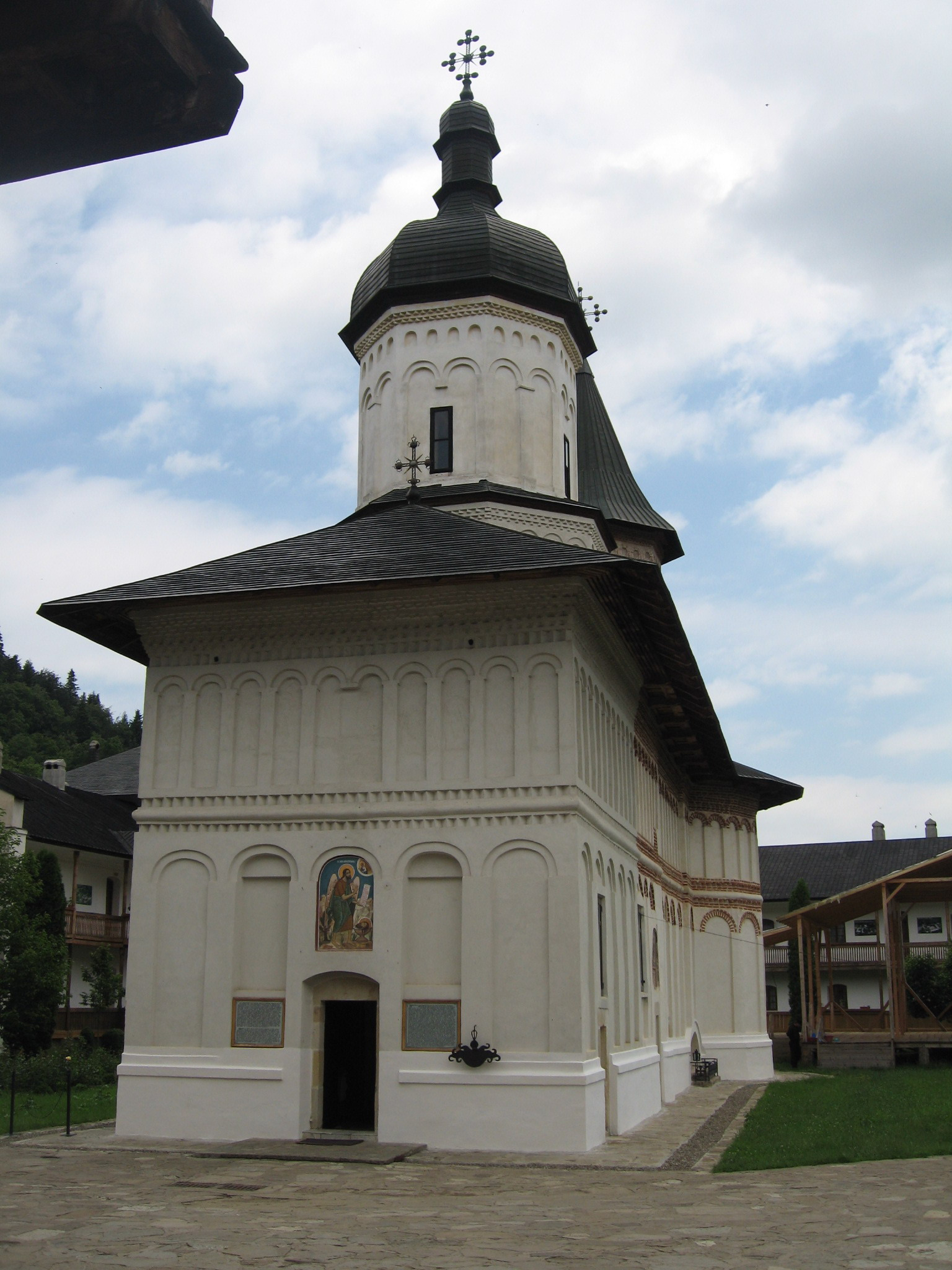
Biserica
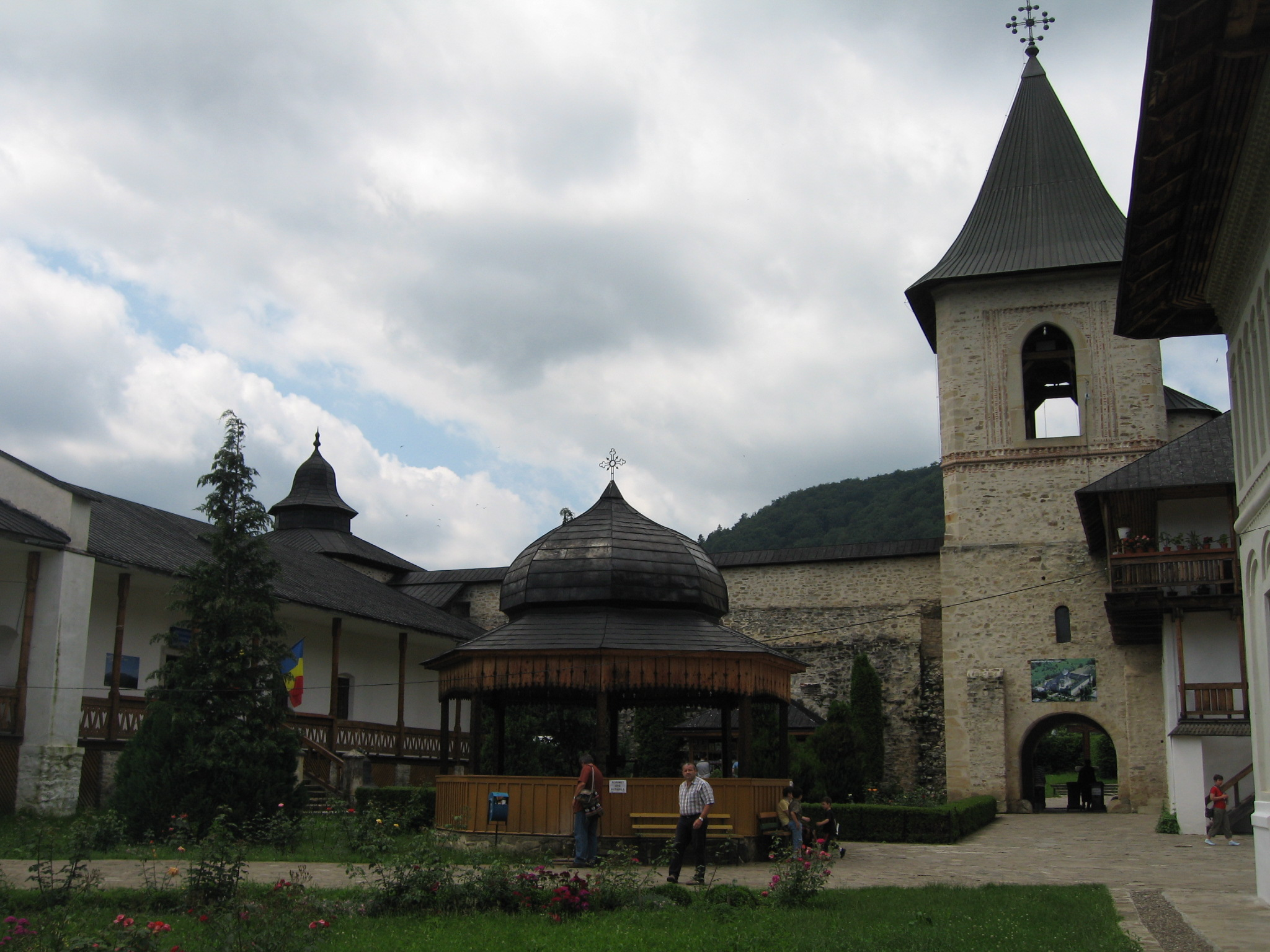
Interior
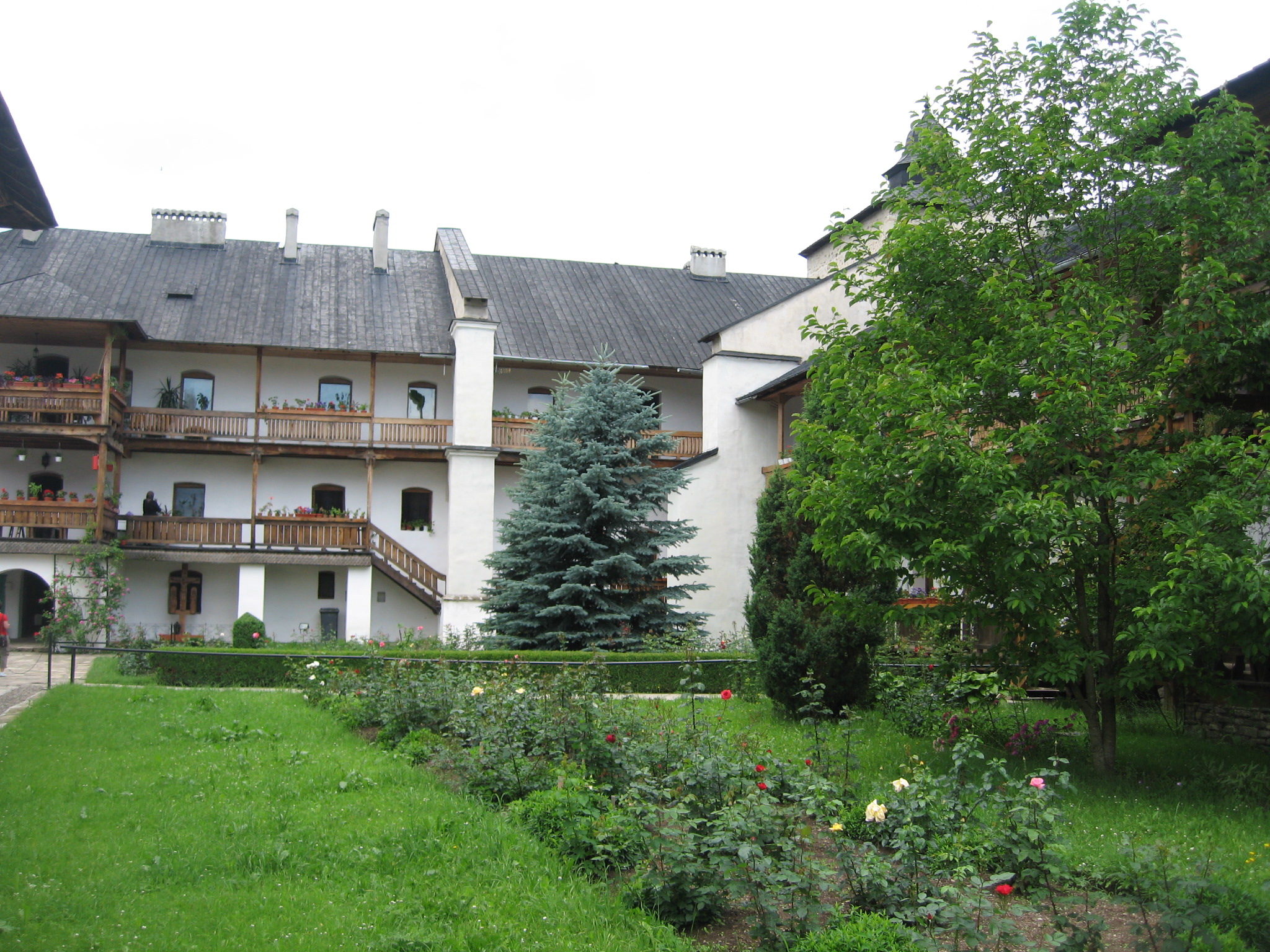
Interior
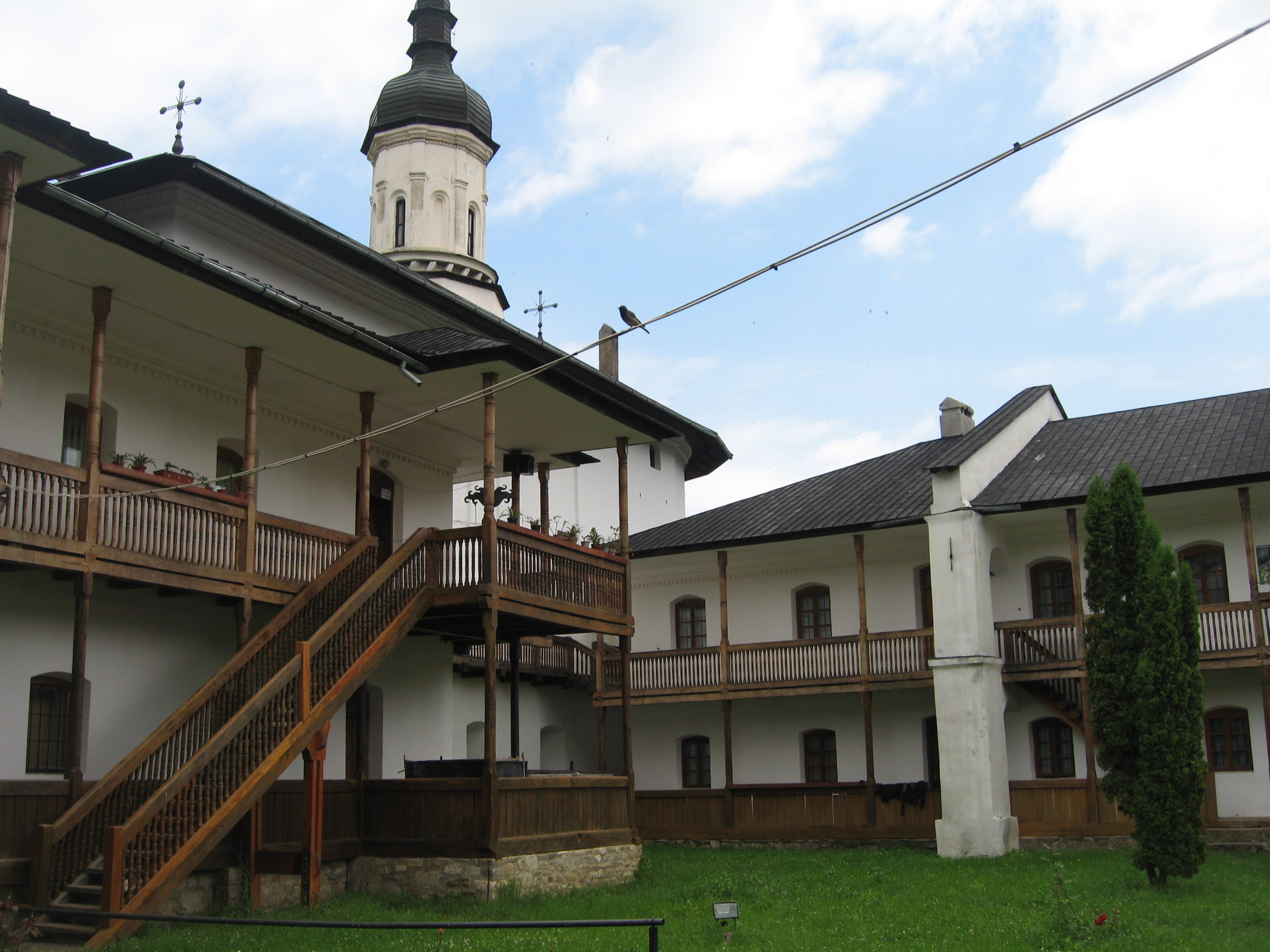
Interior
Mormântul Sf. Mitropolit Varlaam al Moldovei
Peisaj montan văzut de la Mănăstirea Secu